# Награда „Борисав Станковић”
Награда „Борисав Станковић” додељује се од 1992. за најбољу књигу прозе објављену на српском језику у прошлој години и за целокупни књижевни опус.
Награду у част књижевника Борисава Станковића установила је и додељује Књижевна заједница „Борисав Станковић” у Врању. Награда се додељује у оквиру манифестације „Борина недеља” која се одржава од 23. до 29. марта у Врању. Уручење се приређује на завршној свечаности, последњег дана трајања манифестације. Награда се састоји од повеље (на кожи), барељефа са ликом књижевника Борисава Станковића, новчаног износа и објављивања књиге. Добитник има част да следеће године отвори манифестацију и том приликом добија портрет Борисава Станковића.

## Добитници
Досадашњи добитници су:

#### Од 1992. до 2000.
- 1992 — Милорад Павић, за роман Унутрашња страна ветра.
- 1993 — Мирослав Јосић Вишњић, за роман Приступ у кап и семе.
- 1994 — Драгослав Михаиловић, за књигу прича Лов на стенице.
- 1995 — Светлана Велмар Јанковић, за роман Врачар.
- 1996 — Данило Николић, за роман Краљица забаве.
- 1997 — Милица Мићић Димовска, за роман Последњи заноси МСС.
- 1998 — Јован Радуловић, за роман Прошао живот.
- 1999 — Слободан Џунић, постхумно, за роман Ветрови Старе планине.
- 2000 — Радован Бели Марковић, за књигу Мале приче.

#### Од 2001. до 2010.
- 2001 — Антоније Исаковић, за књигу прича Нестајање.
- 2002 — Павле Угринов, за роман Бесудни дани.
- 2003 — Горан Петровић, за књигу прича Ближњи.
- 2004 — Момо Капор, за роман Конте.
- 2005 — Милован Данојлић, за роман Зечји трагови.[5]
- 2006 — Добрило Ненадић, за роман Мрзовоља кнеза Бизмарка.
- 2007 — Младен Марков, за роман Тескоба.[6]
- 2008 — Мирослав Тохољ, за књигу прича Венчање у возу.[7]
- 2009 — Радослав Петковић, за роман Савршено сећање на смрт.[8]
- 2010 — Жарко Команин, за роман Љетопис вјечности.[9]

#### Од 2011. до 2020.
- 2011 — Владан Матијевић, за роман Врло мало светлости.[10]
- 2012 — Воја Чолановић, за роман Ода мањем злу.[11]
- 2013 — Драго Кекановић, за роман Вепрово срце.[12]
- 2014 — Петар Милошевић, за роман Тиња Kalaz.[13]
- 2015 — Никола Маловић, за роман Једро наде.
- 2016 — Милисав Савић, за роман La sans pareille.[14][15]
- 2017 — Душан Ковачевић, за целокупни књижевни опус.[16][17]
- 2018 — Гроздана Олујић, за целокупни књижевни опус, са посебним освртом на роман Преживети до сутра.[18]
- 2019 — Бранимир Шћепановић, за целокупни књижевни опус.[19]
- 2019 — Синиша Ковачевић, роман Године врана.[19]
- 2020 — није додељена из техничких разлога.[20]

#### Од 2021.
- 2021 — Петар Сарић, за целокупни књижевни опус.[21]
- 2022 — Михајло Пантић, за целокупни књижевни опус.[22]
- 2023 — Владимир Пиштало, за целокупни књижевни опус.[23]

## Повеља „Борисав Станковић”
Књижевна заједница „Борисав Станковић” додељује и истоимену Повељу за животно дело, односно за изузетан допринос српској књижевности и неговању вредности дела Борисава Станковића:
- 2006 — Радивоје Микић
- 2008 — Љубиша Јеремић[24]
- 2016 — Александар Јовановић[25]
- 2019 — Мило Ломпар[26]
- 2021 — Часлав Ђорђевић[27]